# Красное (Данковский район)
Красное — деревня Воскресенского сельсовета Данковского района Липецкой области России.

## География
Расположена на левом берегу реки Птань. Граничит по противоположному берегу с деревней Гудино. Через Красное проходит просёлочная дорога, которая южнее деревни пересекается с автомобильной дорогой 42К−102.

## Население
| 2010 |
| ---- |
| 9    |